# 德莫克拉特鎮區 (印地安納州卡洛爾縣)
德莫克拉特鎮區（英語：Democrat Township）是位於美國印地安納州卡洛爾縣的一個行政鎮區。

## 地理
根據2010年美國人口普查的數據，德莫克拉特鎮區的面積為77.00平方公里，全為陸地，沒有任何水域。當地共有人口885人，人口密度每平方公里為11.5人。

### 非建制市鎮
- 亞當斯米爾
- 卡特勒
- 萊克辛頓
- 威廉王子
- 雷

### 毗鄰鎮區
- 門羅鎮區（北）
- 伯靈頓鎮區（東）
- 沃倫鎮區（東南）
- 歐文鎮區（南）
- 羅斯鎮區（西南）
- 克萊鎮區（西）
- 麥迪遜鎮區（西）

### 主要公路
- 75號印第安納州州道